# Brian Tyler
Pour les articles homonymes, voir Tyler.
Brian Tyler est un compositeur américain de musique de film et de jeu vidéo.

## Biographie
Brian Tyler a étudié à l'université Harvard. Sa passion pour les films lui a été transmise par son grand-père, Walter Tyler. Brian a commencé très jeune à jouer de la musique. Il a joué de plusieurs instruments et pour plusieurs groupes/orchestres jusqu'à ce qu'il se décide, en 1997, à entreprendre une carrière de compositeur de musiques de film.
Jusqu'à aujourd'hui, Brian Tyler a composé plus de 40 trames sonores dont plus de trente ont été commercialisées sur support CD et vendues un peu partout dans le monde. Il est aussi le compositeur du thème musical créé pour le centième anniversaire des studios Universal Pictures, adapté du thème original de Jerry Goldsmith, ainsi que de la Marvel Studios fanfare, thème musical du pré-générique des films Marvel depuis la « phase 2 » de l'univers cinématographique Marvel.
Jeune musicien et compositeur talentueux, il a déjà écrit quelques thèmes épiques régulièrement rejoués pour des bandes-annonces de films et émissions de télévision, comme sa partition symphonique pour Les Enfants de Dune reprise notamment dans l'émission à succès Pékin Express diffusée sur M6.

## Filmographie

### Cinéma

#### Années 1990
- 1997 : Bartender de Gabe Torres
- 1998 : Six-String Samurai de Lance Mungia
- 1999 : The Settlement de Mark Steilen
- 1999 : Le Quatrième Étage (The 4th Floor) de Josh Klausner
- 1999 : Simon Sez : Sauvetage explosif (Simon Sez) de Kevin Elders

#### Années 2000
- 2000 : Shadow Hours d'Isaac H. Eaton
- 2000 : Panic de Henry Bromell
- 2000 : Four Dogs Playing Poker de Paul Rachman
- 2000 : Terror Tract de Lance W. Dreesen et Clint Huchitson
- 2001 : Strings de Jill Tanner
- 2001 : Plan B de Greg Yaitanes
- 2001 : Emprise (Frailty) de Bill Paxton
- 2002 : Bubba Ho-tep de Don Coscarelli
- 2002 : Last Call de Henry Bromell
- 2002 : Vampires 2 : Adieu vampires (Vampires: Los Muertos), de Tommy Lee Wallace
- 2003 : Nuits de terreur (Darkness Falls) de Jonathan Liebesman
- 2003 : Traqué (The Hunted) de William Friedkin
- 2003 : The Big Empty de Steve Anderson
- 2003 : Prisonniers du temps (Timeline) de Richard Donner
- 2004 : Perfect Opposites de Matt Cooper
- 2004 : Final Cut (The Final Cut) d'Omar Naim
- 2004 : Godsend, expérience interdite (Godsend) de Nick Hamm
- 2004 : Paparazzi : Objectif chasse à l'homme (Paparazzi) de Paul Abascal
- 2005 : Constantine de Francis Lawrence (cocompositeur avec Klaus Badelt)
- 2005 : Un parcours de légende (The Greatest Game Ever Played) de Bill Paxton
- 2006 : Annapolis de Justin Lin
- 2006 : Bug de William Friedkin
- 2006 : Fast and Furious: Tokyo Drift (Fast & Furious: Tokyo Drift) de Justin Lin
- 2007 : Finishing the Game: The Search for a New Bruce Lee de Justin Lin
- 2007 : Partition de Vic Sarin
- 2007 : Rogue : L'Ultime Affrontement (War) de Philip G. Atwell
- 2007 : Aliens vs. Predator: Requiem de Colin Strause et Greg Strause
- 2008 : John Rambo (Rambo) de Sylvester Stallone
- 2008 : Bangkok Dangerous d'Oxide Pang Chun et Danny Pang
- 2008 : L'Œil du mal (Eagle Eye) de D. J. Caruso
- 2008 : The Lazarus Project de John Patrick Glenn
- 2009 : The Killing Room de Jonathan Liebesman
- 2009 : Dragonball Evolution de James Wong
- 2009 : Fast and Furious 4 (Fast & Furious) de Justin Lin
- 2009 : Middle Men de George Gallo
- 2009 : Destination finale 4 (The Final Destination) de David R. Ellis
- 2009 : Que justice soit faite (Law Abiding Citizen) de F. Gary Gray

#### Années 2010
- 2010 : Expendables : Unité spéciale (The Expendables) de Sylvester Stallone
- 2011 : World Invasion: Battle Los Angeles (World Invasion : Battle Los Angeles) de Jonathan Liebesman
- 2011 : Fast and Furious 5 (Fast Five) de Justin Lin
- 2011 : Destination finale 5 (Final destination 5) de Steven Quale
- 2012 : John Dies at the End de Don Coscarelli
- 2012 : The Suspects (Columbus Circle) de George Gallo
- 2012 : Kidnapping (Brake) de Gabe Torres
- 2012 : Expendables 2 : Unité spéciale (The Expendables 2) de Simon West
- 2013 : Standing Up de D.J. Caruso
- 2013 : Iron Man 3 de Shane Black
- 2013 : Insaisissables (Now You See Me) de Louis Leterrier
- 2013 : Thor : Le Monde des ténèbres (Thor: The Dark World) d’Alan Taylor
- 2014 : Black Storm (Into the Storm) de Steven Quale
- 2014 : Ninja Turtles (Teenage Mutant Ninja Turtles) de Jonathan Liebesman
- 2014 : Expendables 3 (The Expendables 3) de Patrick Hughes
- 2015 : Fast and Furious 7 (Furious Seven) de James Wan
- 2015 : Avengers : L'Ère d'Ultron (Avengers: Age of Ultron) de Joss Whedon (composé avec Danny Elfman)
- 2015 : Truth : Le Prix de la vérité (Truth) de James Vanderbilt
- 2016 : Criminal : Un espion dans la tête (Criminal) d'Ariel Vromen
- 2016 : Insaisissables 2 (Now You See Me: The Second Act) de Jon M. Chu
- 2016 : The Disappointments Room de D. J. Caruso
- 2017 : XXx: Reactivated (xXx: The Return of Xander Cage) de D. J. Caruso
- 2017 : Power Rangers de Dean Israelite
- 2017 : Fast and Furious 8 (Fast 8) de F. Gary Gray
- 2017 : La Momie (The Mummy) d'Alex Kurtzman
- 2018 : Crazy Rich Asians de Jon Chu
- 2019 : Escape Game d'Adam Robitel
- 2019 : Ce que veulent les hommes (What Men Want) d'Adam Shankman
- 2019 : À deux mètres de toi (Five Feet Apart) de Justin Baldoni
- 2019 : Wedding Nightmare (Ready or Not) de Matt Bettinelli-Olpin et Tyler Gillett
- 2019 : Rambo: Last Blood de Adrian Grunberg
- 2019 : Charlie's Angels d'Elizabeth Banks

#### Années 2020
- 2020 : Clouds de Justin Baldoni
- 2021 : Ceux qui veulent ma mort (Those Who Wish Me Dead) de Taylor Sheridan
- 2021 : Fast and Furious 9 de Justin Lin
- 2021 : Redeeming Love (en) de D. J. Caruso
- 2021 : Escape Game 2 d'Adam Robitel
- 2022 : Scream de Tyler Gillett et Matt Bettinelli-Olpin
- 2022 : Tic et Tac, les rangers du risque (Chip 'n Dale: Rescue Rangers) d'Akiva Schaffer
- 2023 : Fast and Furious 10 de Louis Leterrier
- 2023 : Scream 6 de Tyler Gillett et Matt Bettinelli-Olpin
- 2023 : Super Mario Bros. le film d'Aaron Horvath et Michael Jelenic (en)
- 2024 : Abigail de Tyler Gillett et Matt Bettinelli-Olpin
- 2025 : Nuremberg de James Vanderbilt

### Courts métrages
- 2003 : Offside de Leanna Creel
- 2003 : Last Stand de Gabe Torres
- 2005 : Clair Obscur de Benjamin Lemaire
- 2011 : Tattoo de Bill Paxton
- 2011 : Batman: Night's End de James Boutcher
- 2012 : Brake: Inside the Box d'Aris Stoulil
- 2014 : Marvel One-Shot: All Hail the King de Drew Pearce

### Télévision

#### Séries télévisées
- 1997 : Jenny
- 1998 : Living in Captivity (8 épisodes)
- 2000 : Unité 9 (Level 9)
- 2002 : The Education of Max Bickford (en) (1 épisode)
- 2003 : Les Enfants de Dune (Children of Dune) (mini-série) (3 épisodes)
- 2003 : Star Trek: Enterprise (Enterprise) - Saison 2, épisodes 17 et 23
- 2008 : Fear Itself - Saison 1, épisode 1
- 2011 : Inside (Saison 1, épisode 1)
- 2011 : Terra Nova (12 épisodes)
- 2010-2013 : Transformers : Prime (50 épisodes)
- 2010-2020 : Hawaii 5-0 (155 épisodes + générique de la série)
- 2013-2015 : Sleepy Hollow (35 épisodes)
- 2014-2018 : Scorpion (89 épisodes)
- 2018-2024 : Yellowstone (29 épisodes)
- 2018-2020 : Magnum (Générique de la série)
- 2019 : Swamp Thing (10 épisodes)
- 2021 : 1883 (10 épisodes)
- 2022 -2025 : 1923 (8 épisodes)
- 2023- : 1932

#### Téléfilms
- 1998 : L'Ultime Verdict (ou Circonstances aggravantes) (Final Justice)
- 1999 : Illégitime Défense (Sirens) de John Sacret Young
- 2000 : Trapped in a Purple Haze d'Eric Laneuville
- 2000 : Murder Party (Four Dogs Playing Poker) de Paul Rachman
- 2001 : Traque sans répit (Jane Doe) de Kevin Elders
- 2002 : Last Call de Henry Bromell
- 2003 : La Voix des crimes (Thoughtcrimes) de Breck Eisner
- 2005 : Painkiller Jane de Sanford Bookstaver
- 2015 : Edge de Shane Black

## Ludographie
- 2010 : Lego Universe
- 2011 : Call of Duty: Modern Warfare 3
- 2011 : Need for Speed: The Run
- 2012 : Far Cry 3
- 2013 : Army of Two : Le Cartel du Diable
- 2013 : Assassin's Creed IV Black Flag
- 2018 : Lost Ark

## Autres
- depuis 2018 : Hymne officiel de la Formule 1.

## Distinctions
(en) Récompenses pour Brian Tyler sur l’Internet Movie Database

### Récompenses
- 2006 : 21e cérémonie des ASCAP Film and Television Music Awards : Meilleurs films au box-office pour Constantine
- 2009 : 24e cérémonie des ASCAP Film and Television Music Awards : Meilleurs films au box-office pour L'Œil du mal
- 2010 : 25e cérémonie des ASCAP Film and Television Music Awards : Meilleurs films au box-office pour L'Œil du mal, Fast and Furious 4, Destination finale 4 et Que justice soit faite
- 2011 : 26e cérémonie des ASCAP Film and Television Music Awards : Meilleurs films au box-office pour Fast and Furious 4, Destination finale 4 et Que justice soit faite
- 2016 : Hollywood Music in Media Awards (en) : Chanson / partition originale - Jeu vidéo mobile pour Assassin's Creed Identity

### Nominations
- 2002 : 59e cérémonie des Primetime Creative Arts Emmy Awards : Meilleure musique de générique (en) pour Last Call (en)
- 2005 : 3e cérémonie des International Film Music Critics Association Awards : Meilleure musique originale pour un film d'horreur / thriller pour Final Cut
- 2006 : 4e cérémonie des International Film Music Critics Association Awards : Meilleure musique originale pour un film d'horreur / thriller pour Constantine
- 2010 : 8e cérémonie des International Film Music Critics Association Awards : 
  - Compositeur de films de l'année
  - Meilleure musique originale pour un film d'horreur / thriller pour The Killing Room
- 2011 : 9e cérémonie des International Film Music Critics Association Awards : Meilleure musique originale pour un jeu vidéo ou un média interactif pour Lego Universe
- 2011 : 38e cérémonie des Daytime Creative Arts Emmy Awards : Réalisation exceptionnelle dans la direction musicale et la composition pour Transformers: Prime
- 2012 : 10e cérémonie des International Film Music Critics Association Awards : Meilleure musique originale pour un jeu vidéo ou un média interactif pour Call of Duty: Modern Warfare 3
- 2014 : 40e cérémonie des Saturn Awards : Saturn Award de la meilleure musique pour Iron Man 3 et Insaisissables
- 2014 : 66e cérémonie des Primetime Creative Arts Emmy Awards : Meilleure musique de générique (en) pour Sleepy Hollow
- 2014 : 12e cérémonie des International Film Music Critics Association Awards : 
  - Compositeur de films de l'année
  - Meilleure musique originale pour un film d'action / aventure / thriller pour Iron Man 3
  - Meilleure musique originale pour un jeu vidéo ou un média interactif pour Assassin's Creed IV Black Flag
- 2014 : Hollywood Music in Media Awards (en) : Meilleur titre principal - Série télévisée / Streaming numérique
- 2015 : Hollywood Music in Media Awards (en) : Musique originale - Film de science-fiction / fantastique
- 2019 : Hawaii Film Critics Society : Meilleure musique originale pour Crazy Rich Asians
- 2019 : Fright Meter Awards : Meilleure musique de film pour Ready or Not
- 2019 : 17e cérémonie des International Film Music Critics Association Awards : 
  - Meilleure musique originale pour un film de comédie pour Crazy Rich Asians
  - Meilleure musique originale pour une série télévisée pour Yellowstone